# Psammophiidae
Psammophiidae är en familj av ormar med 8 släkten. Taxonet listades en längre tid som underfamilj i familjen Lamprophiidae. Efter en genetisk studie från 2019 klassificeras djurgruppen som familj.
Familjens medlemmar förekommer i Afrika, i Mellanöstern och i södra Europa. Arten Mimophis mahfalensis lever däremot på Madagaskar. Flera tillhörande arter, främst av släktena Psammophis och Psammophylax, är aktiva på dagen med bra förmåga att röra sig snabb. Medlemmar av släktet Hemirhagerrhis gömmer sig ofta bakom trädens bark. De jagar geckor och mindre ormar. Ormar av familjen Psammophiidae har stora gifttänder längre bak i käken. Det giftiga bettet av arter från släktena Malpolon och Psammophis kan vara farlig för människor.
Släkten enligt The Reptile Database:
- Dipsina Jan, 1862
- Hemirhagerrhis Boettger, 1893
- Kladirostratus
- Malpolon Fitzinger, 1826
- Mimophis Günther, 1868
- Psammophis Fitzinger, 1826
- Psammophylax Fitzinger, 1843
- Rhamphiophis Peters, 1854